# Reputation (film 1921)
Reputation è un film muto del 1921 diretto da Stuart Paton. La sceneggiatura si basa su False Colors, racconto breve di Edwina Levin uscita su Ainslee's Magazine. Prodotto da Irving Thalberg per l'Universal Film Manufacturing Company, il film - di genere drammatico - aveva come interpreti Priscilla Dean nel doppio ruolo della madre e della figlia, Harry von Meter, Harry Carter, Niles Welch, William Welsh, Spottiswoode Aitken, la piccola Mae Giraci, Rex De Rosselli, Al Ernest Garcia.

## Trama

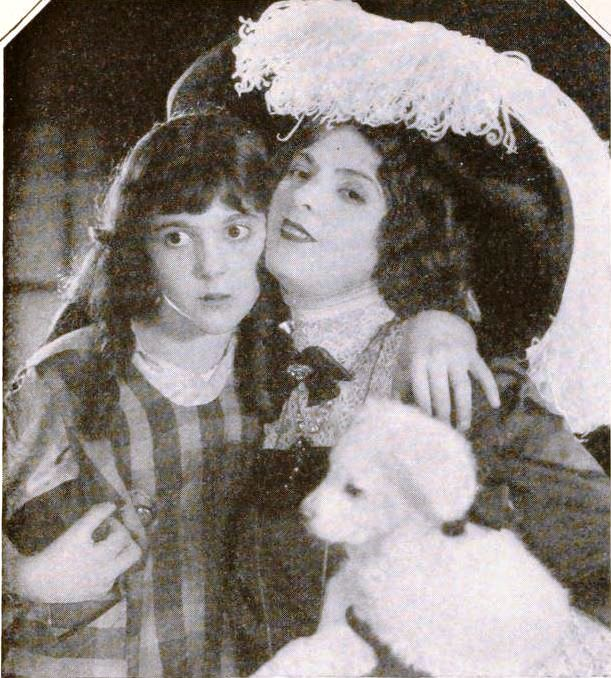
Mae Geraci e Priscilla Dean

Fay McMillan è un'attrice che, anni prima, ha abbandonato la figlia Pauline. Un giorno, la ritrova in un orfanotrofio: vorrebbe riprenderla con sé, ma il suo manager, Monty Edwards, si oppone e le impedisce di tenere la bambina. Passano gli anni. Fay, diventata Laura Figlan, si trova in Francia, dove fa furore. Nel frattempo, Pauline, ormai cresciuta, dimostra di avere ereditato il talento di sua madre per la recitazione. Dopo aver lasciato l'orfanotrofio, si esibisce nell'imitazione di Laura Figlan con grande successo. La madre, che aveva disdetto i suoi impegni americani per problemi di droga, sente parlare dell'impostura e va a vederla in teatro. Lì, però, spara a Dan Frawley, uccidendolo. Del delitto viene accusata Pauline senza che Fay faccia niente per che, al processo, sta per essere condannata. Laura, dopo avere scoperto che ha lasciato accusare la propria figlia, si uccide dopo avere lasciato una confessione scritta.

## Produzione
Il film fu prodotto dalla Universal Film Manufacturing Company.

## Distribuzione
Il copyright del film, richiesto dalla Universal, fu registrato il 3 maggio 1921 con il numero LP16554.

Il film venne presentato in prima il 9 maggio al Grand Ballroom dell'Hotel Astor di New York, accompagnato da un'orchestra di ventisette elementi guidata dal maestro James C. Bradford. Motion Picture News del 14 maggio riportava che il film era stato distribuito dalla Universal Film Manufacturing Company nelle sale cinematografiche del paese in contemporanea nello stesso giorno. In Svezia, il film uscì l'8 maggio 1922 con il titolo Laura Figlans historia; in Danimarca, fu distribuito l'11 maggio 1922 come Det stjaalne Navn e in Francia il 19 gennaio 1923 come Sa fille.
Non si conoscono copie ancora esistenti della pellicola che viene considerata presumibilmente perduta.